# Liziba
Liziba es una estación de monorraíl en la Línea 2 de Chongqing Rail Transit en el municipio de Chongqing, China.   Se encuentra en el distrito de Yuzhong y se inauguró en 2005.
La estación está ubicada entre el sexto y el octavo piso de un edificio mixto de 19 pisos. Los primeros cinco pisos del edificio están dedicados únicamente a usos comerciales. Después del espacio dedicado a la estación, los pisos 9 a 19 son de uso residencial. Contrario a lo esperado, el monorraíl es considerablemente menos ruidoso que la media de las vías principales urbanas. Esto se debe a que el equipo utilizado es especializado para producir menos ruido y vibración. Las ruedas utilizadas, por ejemplo, son neumáticos de goma inflables y también se emplean suspensiones neumáticas. 
La línea y la estación fueron proyectadas y construidas al mismo tiempo, a diferencia de lo que suelen pensar muchos. Aunque el edificio y la línea parecen una sola unidad, sus estructuras son separadas para evitar que la vibración y ruido del monorraíl impacten el edificio. Así, hay una distancia de seguridad de 20 centímetros entre los pilares del monorraíl y el edificio. 
A pesar de haber sido construidas conjuntamente, el proyecto se hizo precisamente por un conflicto entre una empresa de desarrollo inmobiliario, que quería construir allí un edificio, y los planes del sistema de transporte, que definían que debía haber una estación en el mismo lugar. Según el líder del equipo de proyecto del edificio, Ye Tianyi, no había otro lugar para construir la estación, porque a un lado está una cuesta de más de 20 metros de altura y, al otro, está el río. Después de negociaciones, el proyecto comenzó en 1998 y tardó 2 años en concluirse. Entonces, la estación y la línea se construyeron de manera simultánea. El monorraíl se inauguró oficialmente en 2006 después de tres años de operación de prueba. 
Actualmente, la estación ha llamado la atención en las redes sociales y ha atraído visitantes de diversas partes del mundo. Ye Tianyi dijo nunca haber imaginado que su trabajo llegaría a ser uno de los puntos turísticos más visitados de la ciudad. 

## Estructura de la estación
| Piso 2 de la estación (piso 8 del edificio) Plataformas         | Plataforma lateral                                          | Plataforma lateral |
| Piso 2 de la estación (piso 8 del edificio) Plataformas         | Línea 2 hasta Yudong (Fotuguan)                             |                    |
| Piso 2 de la estación (piso 8 del edificio) Plataformas         | Línea 2 hasta Jiaochangkou (Niujiaotuo)                     |                    |
| Piso 2 de la estación (piso 8 del edificio) Plataformas         | Plataforma lateral                                          |                    |
| Piso 2 de la estación (piso 8 del edificio) Plataformas         | Salida 2, atención al cliente, máquinas expendedoras        |                    |
| Piso 1 de la estación (piso 6 del edificio) Área de circulación | Salida 1, atención al cliente, máquinas expendedoras, aseos |                    |